# Menandros (Diadoche)
Menandros (altgriechisch Μένανδρος Ménandros) war ein makedonischer Feldherr Alexanders des Großen.
Zu Beginn des Asienfeldzuges 334 v. Chr. kommandierte Menandros eine Abteilung Söldner und wurde 331 v. Chr., als Nachfolger Asandros’ zum Satrapen der Provinz Lydien ernannt. Im Jahr 330 v. Chr. führte er dem Hauptheer in Areia 2.600 lydische Krieger und 300 Berittene zu. Im Jahr 323 v. Chr. führte er dem Heer erneut eine Verstärkung in Babylon zu, wo er am letzten Trinkgelage Alexanders teilnahm, der kurz darauf starb. Die spätere Propaganda unterstellte ihm eine Beteiligung an einem Mordkomplott gegen den König.
Vom Reichsregenten Perdikkas erhielt Menandros seine Satrapie bestätigt. Allerdings stellte er sich 322 v. Chr. gegen den Regenten, als er von dessen Plänen, die Alexanderschwester Kleopatra zu heiraten, erfuhr. Ihr sollte dabei die Provinz Lydien als Eigenbesitz übergeben werden. Menandros verriet diese Pläne an Antigonos Monophthalmos, der sie wiederum Antipater mitteilte, wodurch der erste Diadochenkrieg ausbrach.
Trotz seines Einsatzes wurde Menandros auf der Konferenz von Triparadeisos 320 v. Chr. nicht wieder mit der Regierung in Lydien betraut, die Kleitos der Weiße erhielt. Menandros schloss sich dem Gefolge des Antigonos Monophthalmos an, wohl in der Hoffnung, so eines Tages Lydien zurückzuerhalten. Im Jahr 319 v. Chr. findet er das letzte Mal Erwähnung, als er das Vordringen des Eumenes von Kardia nach Kilikien nicht verhindern konnte.
Menandros stand Modell für das Gemälde „Menandros, König von Karien, in Rhodos“ des Künstlers Apelles.